# Русанова (озеро)
Русанова — пресноводное озеро на севере Красноярского края России, располагается на полуострове Таймыр, на границе Северо-Сибирской низменности и гор Бырранга, примерно в 297 километрах северо-северо-восточнее села Хатанга, к северо-востоку от озера Силюетурку. Названо в честь Владимира Александровича Русанова, русского арктического исследователя.
Зеркало озера расположено на высоте 119 метров над уровнем моря. Площадь озера — 36 км². Имеет лопастную форму, длина около 8,6 км, максимальная ширина — 5,8 км.
Значительных притоков не имеет. Протоками связано с соседними озёрами (Рязанское, Оленевода, Глеба Травина и др.). Из озера Русанова вытекает река Русанова, относящаяся к бассейну озера Таймыр. Береговая линия изрезана полуостровами. Несколько островов, крупнейший — в центральной части водоёма. Рельеф местности в районе водоёма холмисто-грядовый, моренный, представлен невысокими холмами, разделенными озёрами. Преимущественный тип питания снего-дождевой. 